# Мышкин, Анатолий Дмитриевич
Анато́лий Дми́триевич Мы́шкин (род. 14 августа 1954, село Сылва, Шалинский район, Свердловская область) — советский баскетболист, российский тренер, главный тренер женской сборной России с 2013 года.
Бронзовый призёр Олимпийских игр 1976 и 1980 годов, чемпион мира 1982 года, чемпион Европы 1979 и 1981 годов. Заслуженный мастер спорта СССР (1981). Заслуженный тренер России.

## Биография
Начал заниматься баскетболом в свердловской детской спортивной школе № 3 (ДСШ № 3). Первый тренер — Манохин Борис Викторович. Неоднократно приглашался в юношескую сборную России. Карьеру начал в баскетбольном клубе «Уралмаш» (1970—1976, тренер Александр Кандель), выступал за ЦСКА (1976—1984), «Динамо» (Москва) (1985). В 1973—1982 в сборной СССР.

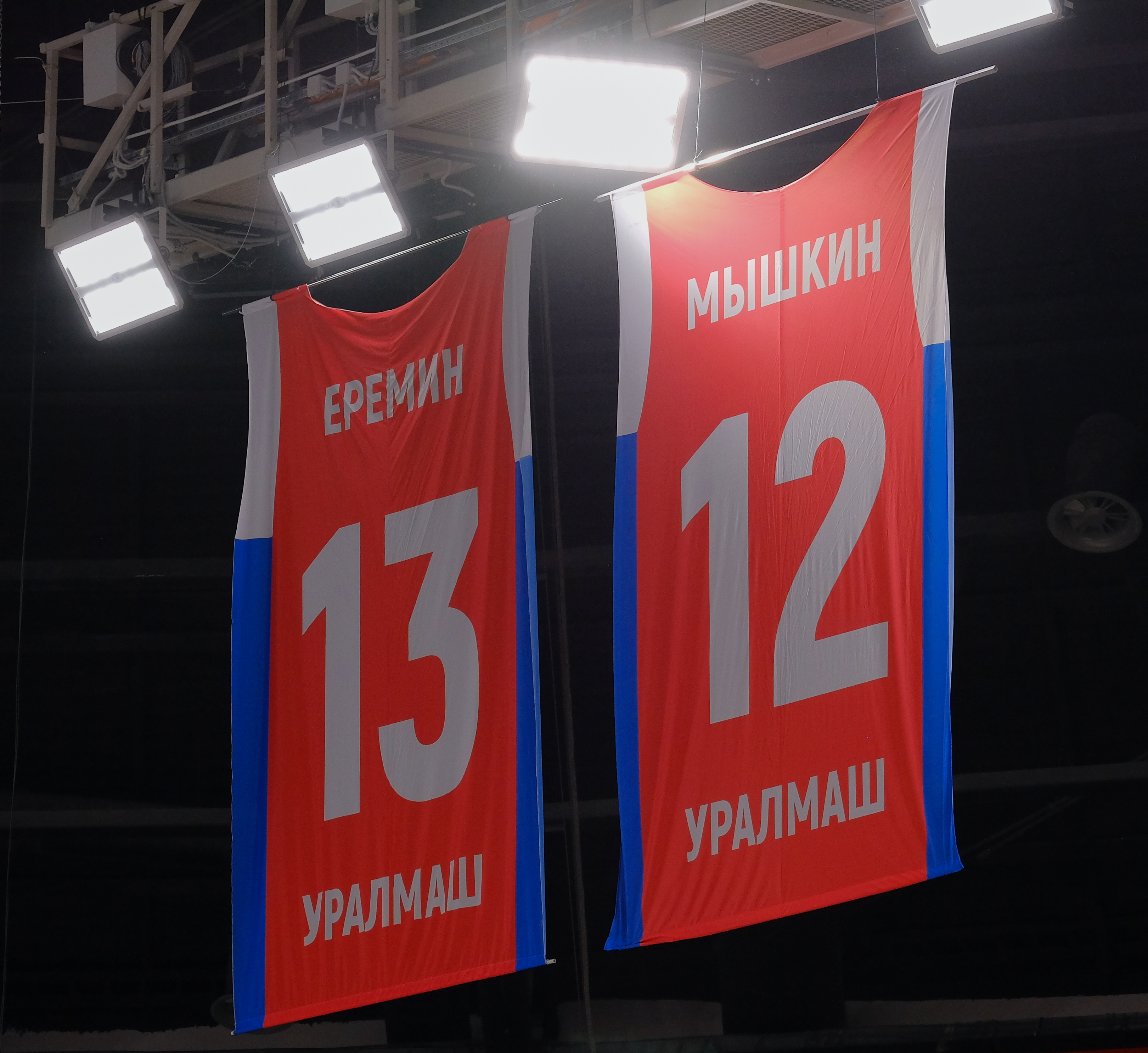
Памятные майки баскетбольного клуба «Уралмаш» А. Д. Мышкина и С. Г. Ерёмина в ДИВСе

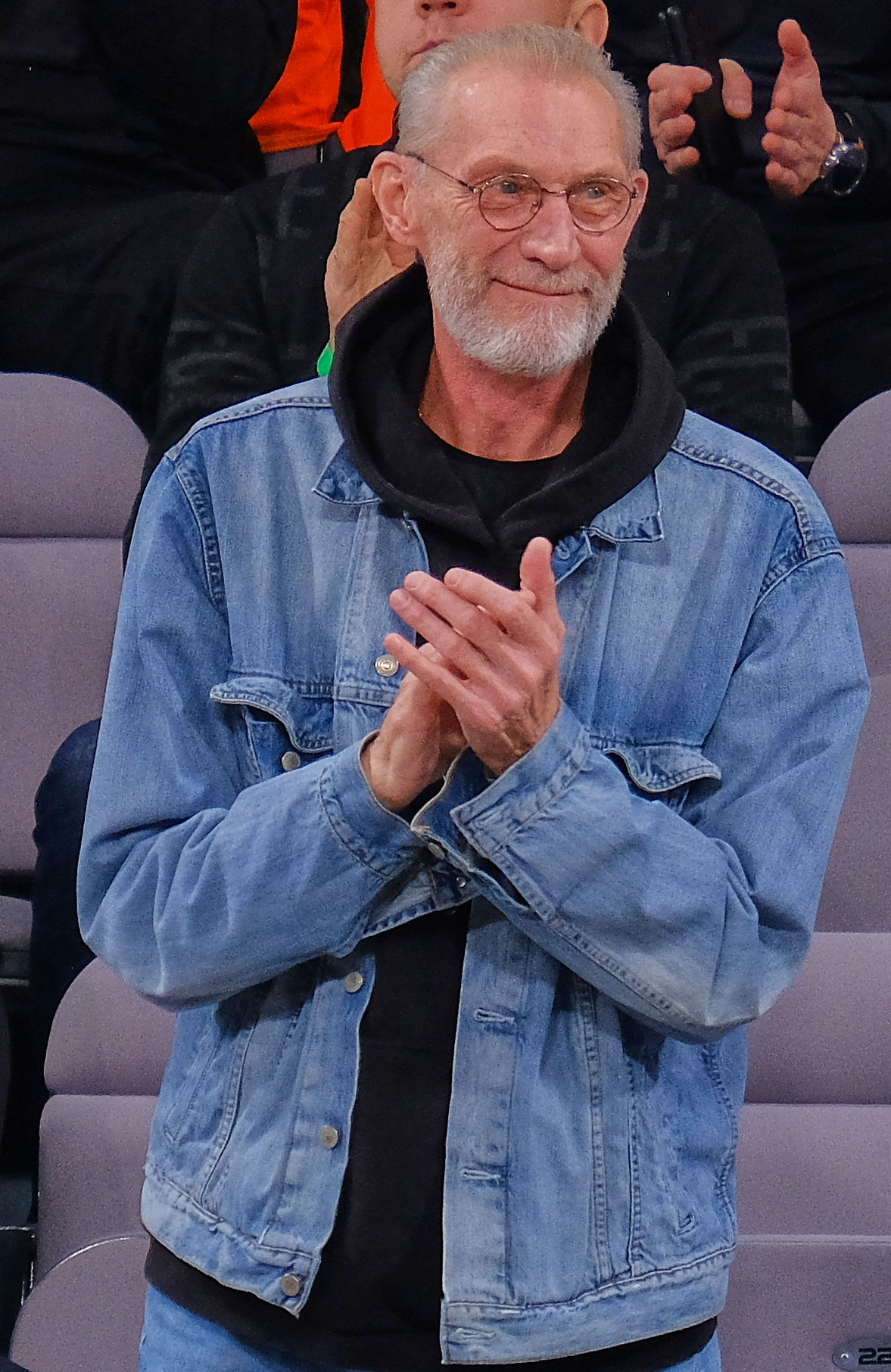
Анатолий Дмитриевич на матче Уралмаша (2024)

Также был подопечным Анатолия Петросяна.
Закончил Уральский политехнический институт и МОГИФК, тренер. Заслуженный тренер России (1986). Полковник Российской армии. Был членом КПСС.
Тренер женской команды ЦСКА в 1986—2001 (в 1986—1988 — помощник Вадима Капранова, гл.тренер дубля; с 1988 — гл.тренер основной команды). С командой выиграл чемпионат СССР 1989, чемпионат России (1991—1996), Кубок России 1995/96, Кубок Лилиан Ронкетти 1988/1989, 1996/1997 (в 1997 победа была первым успехом российских команд в европейских кубках).
Главный тренер женской сборной России — 1992—1993, 1996—1997, 2014 — по настоящее время.
После прекращения существования женской команды ЦСКА (2001) был тренером мужского БК «Арсенал» (Тула) (2001—2004), «Университет» (Сургут) (2005/2006), БК «Бизоны» (чемпионат Москвы среди КФК, затем Московская Баскетбольная Лига) (2006—2007, 2008—2011), женского БК «Динамо» (Курск) (2007—2008).
До начала 2016 года работал комментатором и экспертом на телеканале «НТВ-Плюс Баскетбол», а также на канале «Матч ТВ» в первые месяцы его существования.
В настоящее время работает тренером студенческой команды МСХА. С командой МСХА — трёхкратный чемпион России среди студенческих команд, двукратный чемпион Европы среди студенческих команд, чемпион мира среди студенческих команд.

## Достижения
В качестве игрока:
- Чемпион мира 1982. В финале СССР-США (95:94) забил США 29 очков.
- Бронзовый призёр ОИ-76 и ОИ-80.
- Серебряный призёр ЧМ-78.
- Чемпион Европы 1979, 1981. Серебряный призёр ЧЕ 1975, 1977. Бронзовый призёр ЧЕ 1973.
- Чемпион СССР (ЦСКА, 1977—1984).
- Обладатель Межконтинентального Кубка (трижды) и Кубка наций.
- Победитель Спартакиады народов СССР 1979

В качестве тренера:
- Чемпион СССР (ЦСКА, 1989).
- Шестикратный чемпион России (ЦСКА, 1992—1997). Установленное Князем достижение — шесть титулов чемпионата России подряд — до сих пор никто не может превзойти.
- Обладатель кубка России (1996).
- Победитель кубка Ронкетти (ЦСКА, 1989, 1997). Выигрыш трофея в 1997 году стал первой в истории победой российских клубов в европейских турнирах.
- Финалист кубка европейских чемпионов (ЦСКА, 1994 и 1996).
- Трёхкратный чемпион России среди студенческих команд, двукратный чемпион Европы среди студенческих команд, чемпион мира среди студенческих команд (женская команда МСХА).

Правительственные награды:
- Награждён орденом «Знак почёта»
- Награждён орденом Дружбы

## Семья
Мать — Мышкина Клавдия Александровна (1922 г.р.). Отец — Мышкин Дмитрий Иванович (1923 г.р.). Супруга — Мышкина Наталья Викторовна (1980 г.р.) Дочь (от первого брака) — Мышкина Екатерина (1984 г.р.).